# Highcliffe
Highcliffe – miasto w Anglii, w hrabstwie Dorset, w dystrykcie (unitary authority) Bournemouth, Christchurch and Poole. Leży 53 km na wschód od miasta Dorchester i 139 km na południowy zachód od Londynu.